# Montbellet
Montbellet ist eine französische Gemeinde im Département Saône-et-Loire in der Region Bourgogne-Franche-Comté. Sie gehört zum Kanton Hurigny im Arrondissement Mâcon.

## Geografie
Die Streusiedlung mit 864 Einwohnern (Stand 1. Januar 2022) liegt an den letzten Ausläufern der Hügel des Haut-Mâconnais unmittelbar an der Grenze zum östlich gelegenen Département Ain rund sieben Kilometer nördlich von Mâcon. Der Ort wird von der Bourbonne durchflossen, die von Westen kommend auf dem Gemeindegebiet im Weiler Saint-Oyen in die Saône mündet.
Montbellet liegt an der Autoroute A6; das Dorfzentrum ist von dieser Autobahn über die Route départementale D410 zu erreichen. Die 250 Meter lange Saône-Brücke Pont de Fleurville verbindet Montbellet seit 1899 mit der Gemeinde Pont-de-Vaux im Département Ain. Weitere Nachbargemeinden von Montbellet sind Uchizy im Norden, Saint-Bénigne im Osten, Pont-de-Vaux im Südosten (beide im Département Ain), Viré und Fleurville im Süden, sowie Lugny und Burgy im Westen.

## Geschichte
Die Gegend war bereits zur gallo-römischen Zeit hochzivilisiert, wie der Fund der fünf Starnadeln von Montbellet aus Bronze, Kupfer und Silbereinlagen, die auf das Jahr 100 datiert wurden und im Museum Musée Greuze in Tournus ausgestellt sind, bezeugt. Mit diesem chirurgischen Instrument wurde in der Antike der sogenannte Starstich ausgeführt.
Im Mittelalter war Montbellet Sitz einer der vier Baronien des Mâconnais und im 12. Jahrhundert errichtete das Haus Montbellet dort eine Burg. Diese Festung wurde auf Geheiß des Parlement de Paris um 1274 geschleift, nachdem Alard de la Tour, Baron von Bellet, Gräueltaten gegen seine Vasallen und Reisenden, die die Domäne durchquerten, zur Last gelegt wurden. Im 15. Jahrhundert wurde im Weiler Buffières ein neues Schloss gebaut. Den Auftrag dazu gab möglicherweise ein direkter Vertreter der Familie Montbellet oder aber Louis de Montregnard, der durch Heirat mit Jeanne de Chandié die Baronie erbte. Im 16. Jahrhundert wurde das Lehen von der Familie Maugiron erworben. Diese verkaufte es 1685 – aufgeteilt auf mehrere Grundstücke – an lokale Landwirte. Im 18. Jahrhundert wurde die Baronie von Jean-Baptiste Giraud, Abkömmling einer alten Lyoner Familie, erworben. Das Gut blieb dann in Familienbesitz, bis das Geschlecht Giraud im 19. Jahrhundert ausstarb.

### Bevölkerungsentwicklung
| Jahr      | 1962 | 1968 | 1975 | 1982 | 1990 | 1999 | 2007 |
| Einwohner | 532  | 612  | 545  | 615  | 621  | 654  | 771  |

## Weinbau
Montbellet ist eine der vier Gemeinden (die anderen sind: Clessé, Laizé und Viré), die den aus der Chardonnay-Traube gekelterten Weißwein, der unter der Herkunftsbezeichnung Viré-Clessé AOC vermarktet wird, hervorbringt. Zudem werden in Montbellet die regional stark verbreiteten Burgunderweine Aligoté, Bourgogne Grand Ordinaire, Crémant de Bourgogne und Passetoutgrain angebaut.

## Sehenswürdigkeiten

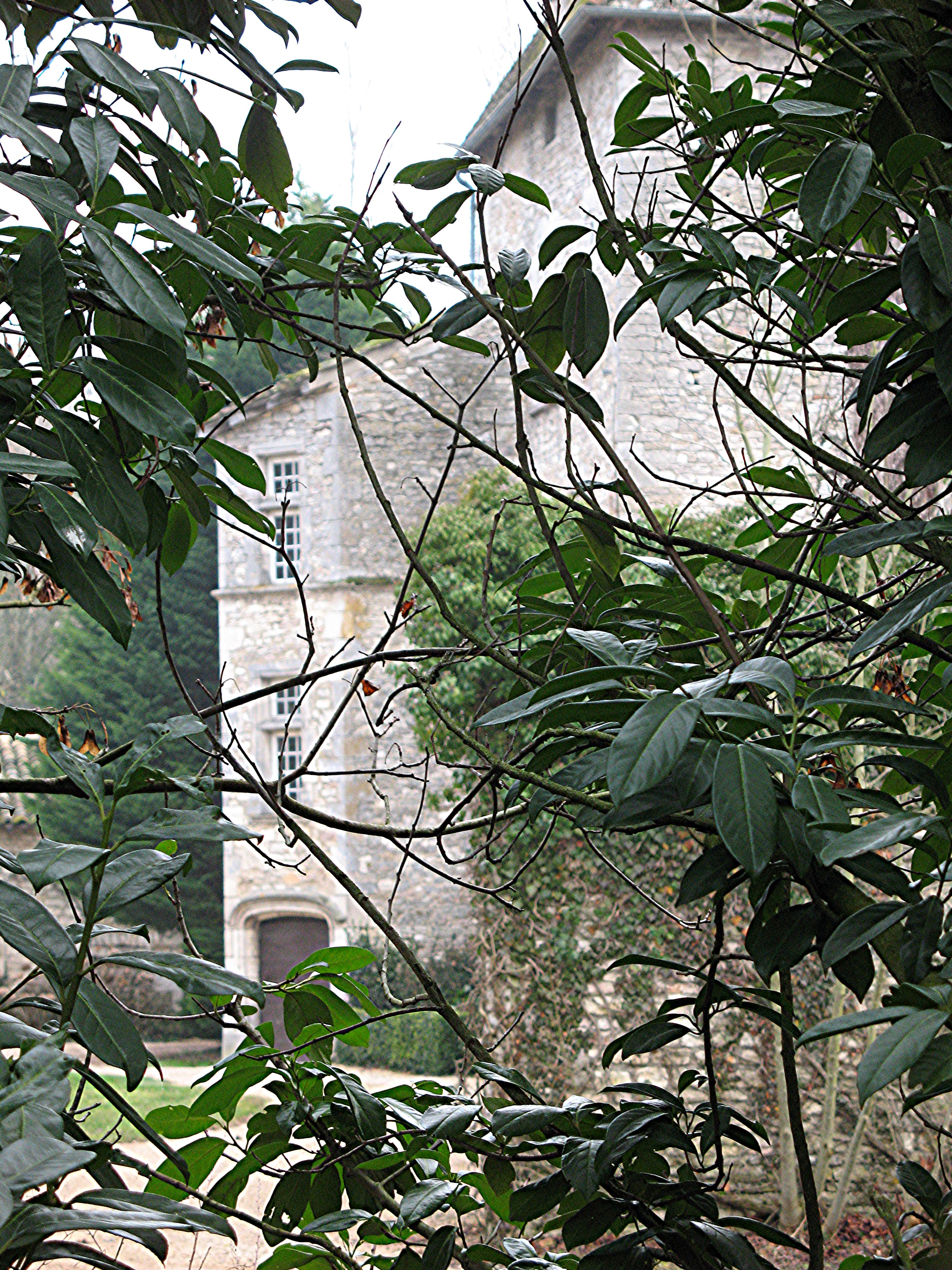
Der fünfeckige Turms des Château de Buffières

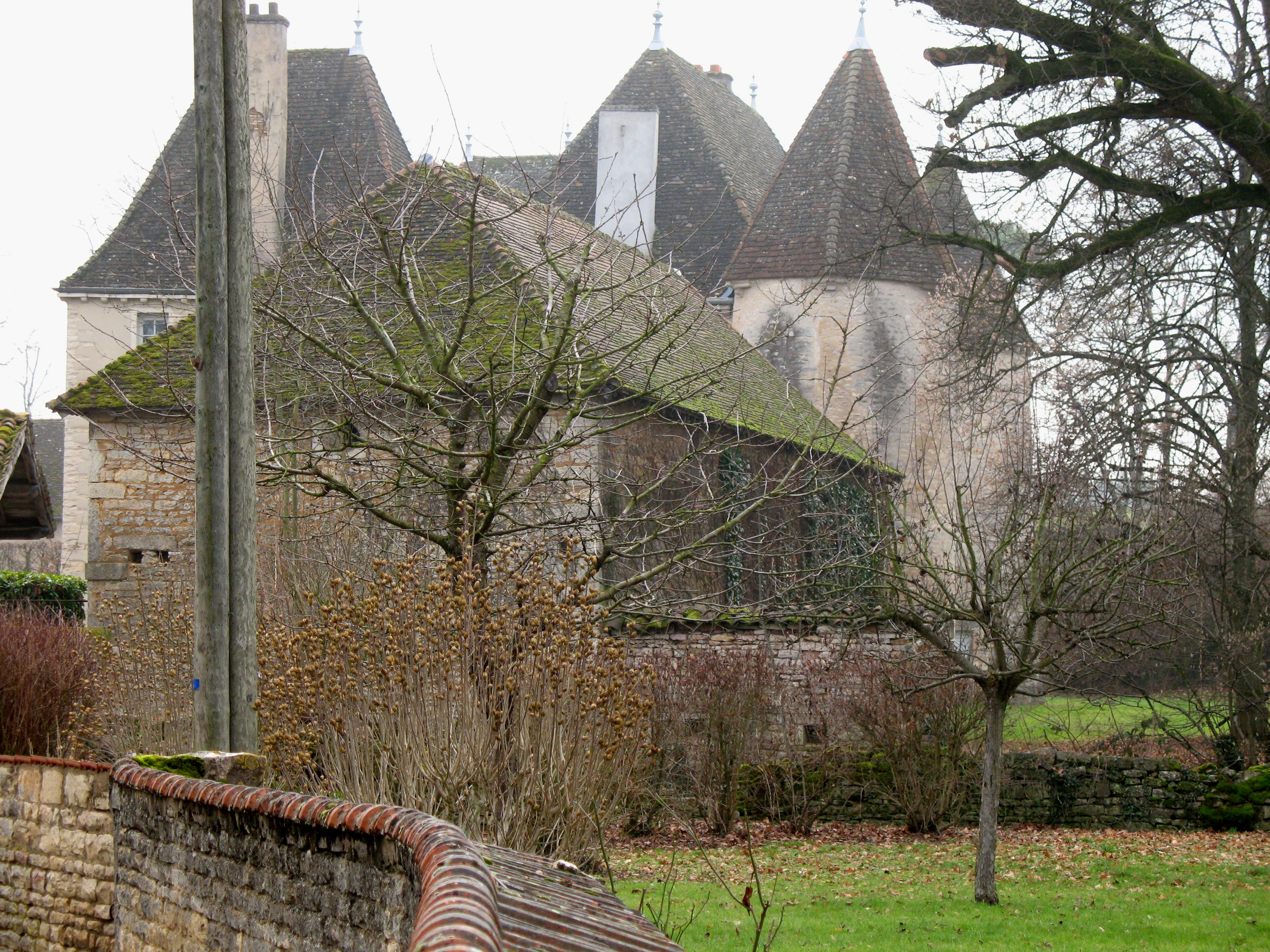
Château de Mercey

### Templerkapelle
Im Weiler Mercey stehen eine aus dem 13. Jahrhundert stammende Kapelle des Templerordens und die Ruinen der dazugehörigen Kommende. Das Langhaus setzt sich aus drei Jochen zusammen, die von einem Strebewerk gestützt werden. Eine Apsis fehlt; der Chor schließt direkt mit der senkrechten Fassadenmauer (chevet plat) ab. Das stark zugespitzte Kreuzrippengewölbe bildet eine Ogive. Die Inneneinrichtung der Kirche ist unvollendet, was insbesondere auf die Bemalung zutrifft. Man erkennt unter anderem den Entwurf einer Galerie von Heiligen, wobei die Konstruktionslinien noch sichtbar sind. Naheliegend ist, dass die Arbeiten eingestellt wurden, als König Philipp der Schöne den Templerorden Anfang des 14. Jahrhunderts gewaltsam auflöste, gesichert ist diese These aber nicht.

### Schloss Buffières
Das Château de Buffières aus dem 15. Jahrhundert steht auf einer kleinen Anhöhe im Weiler Buffières und ist von einem Park umgeben. Vom alten rechteckigen Befestigungsgürtel sind nur noch wenige Reste zu sehen. Besser erhalten sind ein Eckturm und der massive Donjon, der mit einem fünfeckigen Treppenturm verbunden ist. Das Schloss, das seit 1992 unter Denkmalschutz steht, ist heute in Privatbesitz und kann nicht besichtigt werden.

### Schloss Mercey
Das Château de Mercey aus dem 15. Jahrhundert steht im Weiler Mercey an einem Bach, der den Namen Gravaise trägt. Der Hauptteil des Bauwerks hat einen schlichten rechteckigen Grundriss und ist mit einem stattlichen Walmdach überdeckt. An den beiden westlichen Ecken ragt je ein runder Turm empor. Ebenfalls im Westen sind die Ruinen eines befestigten Hauses zu sehen und bei den zwei östlichen Ecken je ein Anbau, der dieselbe Höhe wie das befestigte Haus im Westen aufweist. Ein Tor im Zentrum der Ostfassade öffnet sich in Richtung eines Teiches. Dieses Portal ist von Pilastern in toskanischer Ordnung flankiert, die ein horizontales Gebälk tragen. Das Schloss ist heute in Privatbesitz und kann nicht besichtigt werden.
Das Gebäude wird im 15. Jahrhundert erstmals schriftlich erwähnt als ein Schloss, das in der Baronie von Montbellet steht; als Besitzer wird die Familie Saint-André angegeben. In den folgenden drei Jahrhunderten fiel die Domäne zuerst an François Bureteau, Stadtrat von Tournus, später durch Heirat an Pierre Chesnard, Verwalter des Salzlagers von Mâcon, und schließlich als Mitgift der Enkelin von Chesnard an Émilian Noly, Schatzmeister des Mâconnais. Im Jahre 1808 verkaufte die Familie Noly das Gut an Charles-Étienne Legrand.